# Zhuchengosaure
El zhuchengosaure (Zhuchengosaurus, «llangardaix de Zhucheng») és un gènere de dinosaure hadrosàurid que va viure al Cretaci mitjà. És l'ornitisqui més gran conegut fins al moment. Es van trobar restes fòssils del crani, ossos dels braços i vèrtebres de diversos individus a la província de Shandong, Xina. L'espècie tipus, Z. maximus, fou descrita per Zhao et al. l'any 2007.